# Ptilope de Rivoli
Ptilinopus rivoli
Espèce
Statut de conservation UICN

 LC  : Préoccupation mineure
Le Ptilope de Rivoli (Ptilinopus rivoli) est une espèce d’oiseaux appartenant à la famille des Columbidae.